# Тревизо Брешано
Тревѝзо Бреша̀но (на италиански: Treviso Bresciano, на източноломбардски: Trevìs, Тревиз) е община в Северна Италия, провинция Бреша, регион Ломбардия. Разположено е на 687 m надморска височина. Населението на общината е 545 души (към 2013 г.).
 Административен център на общината е село Требио (Trebbio).